# Kleiner Pälitzsee
Der Kleine Pälitzsee liegt in der Mecklenburgischen Seenplatte 12 Kilometer südöstlich von Mirow und neun Kilometer südlich von Wesenberg im Süden Mecklenburg-Vorpommerns an der Grenze zu Brandenburg; diese verläuft am Südufer des Sees.
Die Wasserfläche befindet sich vollständig auf dem Gemeindegebiet von Wustrow. Am Südufer liegen die Rheinsberger Ortsteile Kleinzerlang, Kolonie Großzerlang und Großzerlang. Im Nordosten existiert die kleine Ansiedlung Pälitzhof, ein Ortsteil von Wustrow. Der gegliederte See hat ein ausgeprägtes Südbecken und eine schmalere langgestreckte Osthälfte. Er ist zirka 3400 Meter lang, im Westteil bis zu 1200 Meter und im Ostteil bis zu 500 Meter breit.
Seinen Zufluss erhält der See von Westen aus dem Canower See. Abflüsse hat er nach Südwesten zum Wolfsbrucher Kanal der Rheinsberger Gewässer und nach Osten zum Großen Pälitzsee. Im Wolfsbrucher Kanal (früher Schleusenkanal genannt, DDR: auch Hüttenkanal) wird eine Fallhöhe nach Westen von etwa 0,40 Meter durch die Schleuse Wolfsbruch überwunden. 
Der Kleine Pälitzsee ist von Westen nach Osten ein Bestandteil der 32 Kilometer langen Bundeswasserstraße Müritz-Havel-Wasserstraße (MHW) der Wasserstraßenklasse I. Sein großes Südbecken, südlich des MHW-Fahrwassers, gehört zur sog. sonstigen Binnenwasserstraße des Bundes Rheinsberger Gewässer, deren Kilometer 0 in der Achse des MHW-Fahrwassers liegt. Zuständig ist das Wasserstraßen- und Schifffahrtsamt Eberswalde.
Am Nordwestufer des Sees liegt ein Campingplatz, am Südufer der Bundeszeltplatz des Verbandes Christlicher Pfadfinderinnen und Pfadfinder.
Erste schriftliche Erwähnung findet der See 1274 als „stagna Palitz maior et minor“. Der Name leitet sich vermutlich vom polabischen *pal- für „Stock, Knüppel“ ab.